# Stark, Kansas
Stark là một thành phố thuộc quận Neosho, tiểu bang Kansas, Hoa Kỳ. Năm 2010, dân số của xã này là 72 người.

## Dân số
Dân số các năm:
- Năm 2000: 106 người
- Năm 2010: 72 người